# 천중 (태권도 선수)
천중(중국어 간체자: 陈中, 정체자: 陳中, 병음: Chén Zhōng, 한자음: 진중, 1982년 11월 22일 ~ )은 중화인민공화국의 은퇴한 태권도 선수이다. 2000년 하계 올림픽 태권도에 참가하여 중화인민공화국의 태권도 첫 금메달을 획득하였으며, 2004년 하계 올림픽 태권도에도 참가하여 2연패를 달성하였다. 2008년에도 참가하였으나 메달획득에 실패하였고 은퇴하였다.

## 유년기
천중은 1982년 11월 22일 허난성 자오쭤시에서 태어났다. 1995년 태권도를 하기 전까지 천중은 자오쭤 아마추어 스포츠 학교에서 4년간 농구를 했었다. 처음에는 1000번 이상의 발차기 연습등으로 매우 힘들어했다. 천중은 본인이 계속 할 수 있을지 의문을 가졌으나 그녀의 어머니는 다른 사람들도 참고 견뎌내니 너도 참고 계속하라고 말하였다.

## 선수 경력
처음 2년 동안에는 그녀의 체급에서 중국에서 1등이였고, 1997년 동아시안 게임에서 동메달, 1998년 아시아 선수권 대회에서 은메달을 각각 획득하였다. 1998년 아시안 게임에 참가하여 동메달을 획득하였다. 이 경기 참여 당시 그녀의 나이는 16살이였으며, 준결승 패배 후 1시간동안 경기장 밖으로 나가는 것을 거부했었다. 1999년 세계 태권도 선수권 대회에 참여하여 동메달을 획득하였다.
2000년 천중은 베이징 체육 학교를 졸업했고, 베이징 체육대학에 입학하였다. 올림픽 열리는 이해에 그녀는 홍콩에서 열리는 아시아 선수권 대회에 참가하여 금메달을 획득하였다. 2000년 하계 올림픽 +67kg급 결승전에서 러시아의 나탈리야 이바노바를 상대로 승리하며 금메달을 획득하였다.
천중은 계속해서 세계 대회에 출전하여 최상의 자리에 올랐다. 2001년 월드컵 참가하여 금메달, 2001년 세계 선수권 대회에는 은메달, 2002년 월드컵에서는 금메달, 2002년 아시안 게임에서는 은메달을 각각 획득하였으며 모두 +72kg급 체급이였다. 2003년에 가르미슈파르텐키르헨에서 열린 세계 태권도 선수권 대회에 참여하였으며 동메달을 획득하였다. 2004년 하계 올림픽 태권도 결승에서 프랑스의 미리암 바베렐을 상대로 승리하며 올림픽 2연패를 달성하였다. 이 당시 천 리렌이 그녀의 코치였다.
2005년에 운동을 하며 부상을 당해 천중은 오른쪽 무릎 수술을 하였다. 그 다음해인 2006년 도하에서 열린 아시안 게임에 참여를 하였고 금메달을 획득하였다. 그 다음해에 베이징에서 열린 2007년 세계 선수권 대회에 참여하였고 처음으로 정상의 자리에 올랐다. 2008년 하계 올림픽이 열리는 해에는 뤄양시에서 열린 아시아 선수권 대회에 참여하여 금메달을 획득하였다. 이 당시에는 장징휘가 그녀의 코치였다. 독보적인 활약에 그녀는 3번째 올림픽 메달을 확신하며 베이징 올림픽 캠페인에 참여했었다.
2008년 하계 올림픽 헤비급 8강전에서 영국의 세라 스티븐슨을 상대로 승리판정이 나왔지만 영국측에서 항의를 하였다. 영국측의 주장은 세라 스티븐슨의 발차기 점수가 누락되었는 것이다. 비디오 판독을 통해 이러한 주장은 사실임이 확인되었다. 천중의 승리는 번복되었고 세라 스티븐슨이 4강으로 올라갔다. 이 경기가 올림픽 태권도 최초의 승리번복이다. 세라 스티븐슨이 4강에서 패배함에 따라 천중의 패자부활전 기회는 오지 않았다. 이 대회 이후 그녀는 은퇴를 하기로 하였다.

## 기록
월드컵
| 대회 | 날짜            | 장소   | 세부 종목 | 순위 |
| ---- | --------------- | ------ | --------- | ---- |
| 2001 | 2001년 6월 4일  | 호찌민 | -72kg급   |      |
| 2002 | 2002년 7월 15일 | 도쿄   | -72kg급   |      |

## 같이 보기
- 2000년 하계 올림픽 중국 선수단
- 2004년 하계 올림픽 중국 선수단
- 2008년 하계 올림픽 중국 선수단
- 올림픽 태권도
- 좡샤오옌